# Vince Duvall
Vincent „Vince“ Duvall-DePasquale ist ein US-amerikanischer Schauspieler, Drehbuchautor und Kurzfilmproduzent.

## Leben
Duvall stammt aus Boston und zog später nach San Francisco. Er studierte an der University of California, Los Angeles. Es folgten Studiengänge an der Royal Shakespeare Company, der London Academy of Music and Dramatic Art und der Royal Academy of Dramatic Art.
1989 gab Duvall in einer Episode der Fernsehserie Der Nachtfalke sein Fernsehschauspieldebüt. Ab den 1990er Jahren folgten Episodenrollen in verschiedenen US-amerikanischen Fernsehserien. Von 2006 bis 2010 stellte er in der Fernsehserie CSI: Vegas die Rolle des Lt. Jack Parker dar. 2011 verkörperte er in vier Episoden der Fernsehserie Zeit der Sehnsucht die Rolle des Officer Lauretano. 2015 erhielt er die wiederkehrende Rolle des Agent McCaffrey in der Fernsehserie Reich und Schön und die des Charly in der Fernsehserie General Hospital. Ab 2019 erhielt er wiederkehrende Rollen in den Fernsehserien On the Ropes und Red Ruby. 2023 stellte er die Rolle des General Bennett im Film World Invasion: Alien Attack dar.

## Filmografie (Auswahl)

### Schauspiel
- 1989–1991: Der Nachtfalke (Midnight Caller, Fernsehserie, 2 Episoden)
- 1993: Kill Me Later (Kurzfilm)
- 1993: Scharfe Waffen – Heiße Kurven (Dangerous Curves, Fernsehserie, Episode 2x22)
- 1995: Babylon 5 (Fernsehserie, Episode 2x14)
- 1996: Ein schrecklich nettes Haus (In The House, Fernsehserie, Episode 3x04)
- 1996: Burning Zone – Expedition Killervirus (The Burning Zone, Fernsehserie, Episode 1x10)
- 1996: Party of Five (Fernsehserie, Episode 3x11)
- 1997: Irish Whiskey
- 1997: Movies Kill
- 1997: Profiler (Fernsehserie, Episode 2x06)
- 1997: Naked in the Cold Sun
- 2000: Bad Dog (Kurzfilm)
- 2000: JAG – Im Auftrag der Ehre (JAG, Fernsehserie, Episode 6x05)
- 2000: If Tomorrow Comes
- 2000: Leading with the Right
- 2001: FreakyLinks (Fernsehserie, Episode 1x12)
- 2001: Memphis Bound… and Gagged
- 2001: The Family Mancuso
- 2001: Emergency Room – Die Notaufnahme (ER, Fernsehserie, Episode 8x04)
- 2001: The District – Einsatz in Washington (The District, Fernsehserie, Episode 2x08)
- 2002: Robbery Homicide Division (Fernsehserie, Episode 1x06)
- 2002: Habanero (Kurzfilm)
- 2004: Desperate Housewives (Fernsehserie, Episode 1x02)
- 2004: Las Vegas (Fernsehserie, Episode 2x09)
- 2004: All of Us (Fernsehserie, Episode 2x09)
- 2004: Guard Dogs (Kurzfilm)
- 2005: Medium – Nichts bleibt verborgen (Medium, Fernsehserie, Episode 1x06)
- 2005: Nog
- 2005: 24 (Fernsehserie, 2 Episoden)
- 2005: Summerland Beach (Summerland, Fernsehserie, Episode 2x02)
- 2005: Tilt-A-Whirl (Kurzfilm)
- 2005: Without a Trace – Spurlos verschwunden (Without a Trace, Fernsehserie, Episode 3x23)
- 2005: Cold Case – Kein Opfer ist je vergessen (Cold Case, Fernsehserie, Episode 3x01)
- 2006: The Bliss
- 2006–2010: CSI: Vegas (CSI: Crime Scene Investigation, Fernsehserie, 6 Episoden)
- 2007: Lincoln Heights (Fernsehserie, 2 Episoden)
- 2007: On the Lot (Kurzfilm)
- 2007: Time Out (Kurzfilm)
- 2009: Lie to Me (Fernsehserie, Episode 1x01)
- 2009: Chuck (Fernsehserie, Episode 2x16)
- 2009: The Tip (Kurzfilm)
- 2009: For a Fistful of Diamonds
- 2009: Love and a Long Shot
- 2010: Holt & Randy: Foundations (Kurzfilm)
- 2010: 12 FL OZ
- 2010: Open 24 Hours (Kurzfilm)
- 2010: The Great Intervention
- 2011: Criminal Minds: Team Red (Criminal Minds: Suspect Behavior, Fernsehserie, Episode 1x03)
- 2011: Pretty Tough (Fernsehserie)
- 2011: Zeit der Sehnsucht (Days of Our Lives, Fernsehserie, 4 Episoden)
- 2012: The Longer Day of Happiness
- 2012: Last Resort (Fernsehserie, Episode 1x10)
- 2013: Tumblers (Kurzfilm)
- 2013: Holla II
- 2013: Sons of Anarchy (Fernsehserie, Episode 6x06)
- 2014: Grace of God
- 2014: Wheels
- 2014: Tiger Orange
- 2014: You’re the Worst (Fernsehserie, Episode 1x04)
- 2014: Brooklyn Nine-Nine (Fernsehserie, Episode 2x06)
- 2014: The Big Bad City
- 2015: Beautiful & Twisted (Fernsehfilm)
- 2015: How to Get Away with Murder (Fernsehserie, Episode 1x11)
- 2015: Reich und Schön (The Bold and the Beautiful, Fernsehserie, 4 Episoden)
- 2015: General Hospital (Fernsehserie, 4 Episoden)
- 2015: Bella and the Bulldogs (Fernsehserie, Episode 2x03)
- 2015: CSI: Cyber (Fernsehserie, Episode 2x03)
- 2015: Kingdom (Fernsehserie, Episode 2x05)
- 2016: Navy CIS (NCIS, Fernsehserie, Episode 13x19)
- 2017: BloodLands (Fernsehserie, Episode 1x01)
- 2018: Darkest Roads
- 2019: S.W.A.T. (Fernsehserie, Episode 2x13)
- 2019: On the Ropes (Fernsehserie, 3 Episoden)
- 2019–2021: Red Ruby (Fernsehserie, 5 Episoden)
- 2020: Mary for Mayor
- 2022: The Curse of Rosalie (The Harbinger)
- 2022: The Rookie (Fernsehserie, Episode 5x01)
- 2022: Yellowstone (Fernsehserie, Episode 5x01)
- 2023: Grey’s Anatomy (Fernsehserie, Episode 19x19)
- 2023: Winning Time: Aufstieg der Lakers-Dynastie (Winning Time: The Rise of the Lakers Dynasty, Fernsehserie, Episode 2x07)
- 2023: Sinister Assistant
- 2023: Quantum Leap (Fernsehserie, Episode 2x04)
- 2023: World Invasion: Alien Attack (Alien Apocalypse)
- 2023: America Is Sinking
- 2024: Monster (Monsters, Fernsehserie, Episode 2x08)
- 2024: 9-1-1 (Fernsehserie, Episode 8x01)
- 2024: Landman (Fernsehserie, Episode 1x07)

### Produktion
- 2004: Guard Dogs (Kurzfilm)
- 2007: On the Lot (Kurzfilm)
- 2007: The Dawn Patrol (Kurzfilm)
- 2007: Time Out (Kurzfilm)
- 2008: Mr. Popular (Kurzfilm)
- 2008: Speed Relationship-ing (Kurzfilm)
- 2008: The 30 Second Mobius Time Machine (Kurzfilm)
- 2008: Erratum (Kurzfilm)
- 2008: Salesgirl
- 2008: Desmond Jones: Professional Background Actor (Kurzfilm)
- 2009: Intrepid Nothing (Kurzfilm)
- 2009: Sponge (Kurzfilm)
- 2009: Torture (Kurzfilm)

### Drehbuch
- 2004: Guard Dogs (Kurzfilm)
- 2009: Love and a Long Shot
- 2013: Tumblers (Kurzfilm)
- 2014: The Big Bad City